# Empis rohdendorfi
Empis rohdendorfi är en tvåvingeart som beskrevs av Shamsev 2001. Empis rohdendorfi ingår i släktet Empis och familjen dansflugor.
Artens utbredningsområde är Uzbekistan. Inga underarter finns listade i Catalogue of Life.